# Elytranthe colletii
Elytranthe colletii là một loài thực vật có hoa trong họ Loranthaceae. Loài này được (King ex Collett & Hemsl.) Danser mô tả khoa học đầu tiên năm 1929.